# Веркблей
Ве́ркблей (от нем. Werkblei, состоящего из корней: Werk — изделие, работа и Blei — свинец) — выходящее из употребления название: в обрабатывающей промышленности и в металлургии под этим названием понимают черновой свинец, а также свинец с примесью других металлов, который получается в процессе плавки свинцовых руд или рудных агломератов. 
Количество примесей в веркблее варьирует обычно в пределах 2—3 %, и лишь изредка достигает показателя в 10 %. Как правило в веркблее наиболее часто обнаруживаются медь и сурьма, реже присутствуют мышьяк, олово, висмут, иногда в небольших количествах находят примеси таких металлов как цинк, никель и кобальт. Кроме чистых металлов, в веркблее содержатся сульфиды свинца, железа и меди. Практически всегда в его составе имеется серебро, реже золото. 
Для получения чистого свинца веркблей подвергают процессу рафинирования. Для очищения от примесей, веркблей сначала нагревают до температуры 900—1000 °C, и после начала процесса последующего охлаждения он быстро очищается от примесей, так как они плохо растворимы в свинце при несколько более низких температурах.